# Euroskepticismus

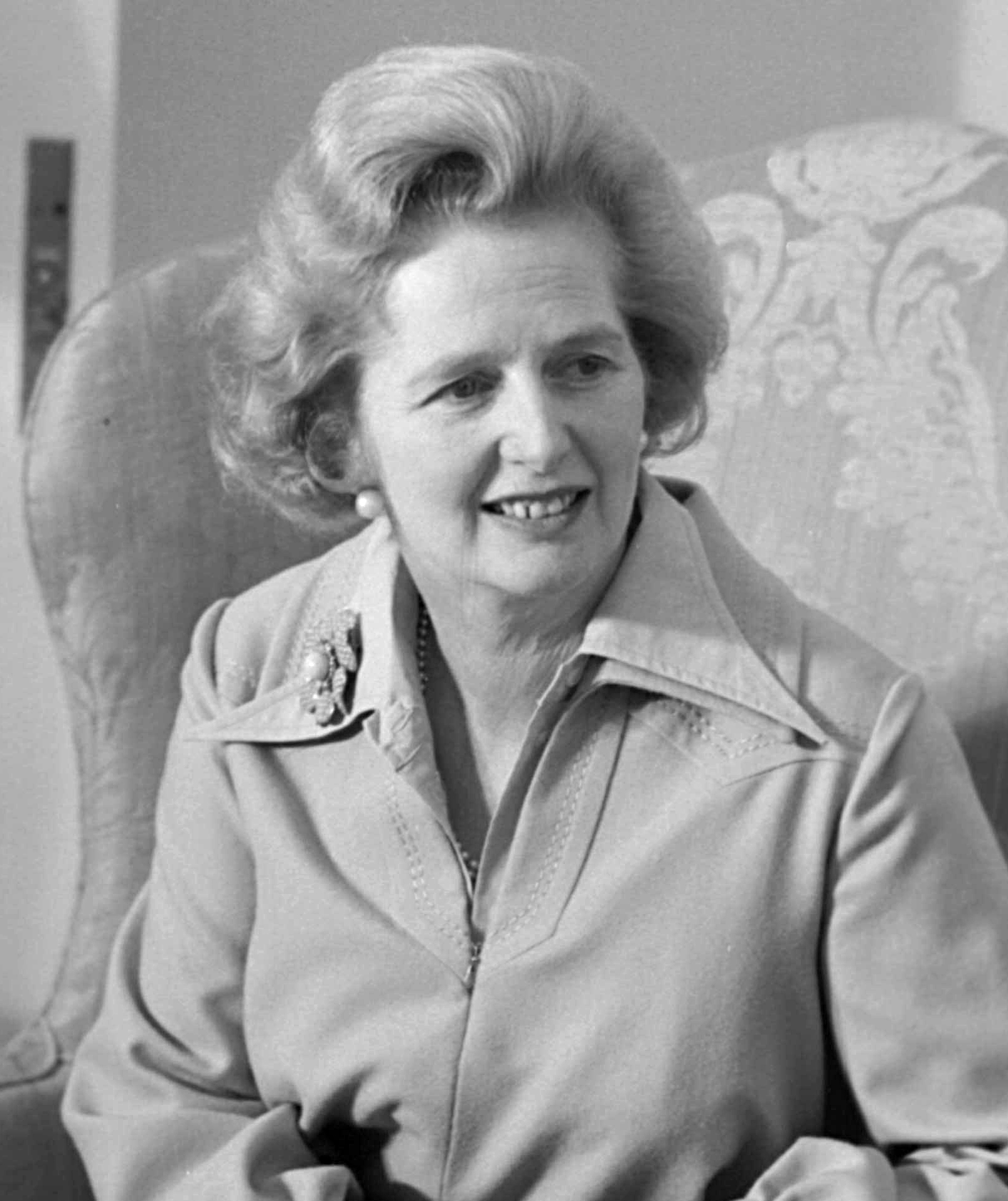
Margaret Thatcherová

Euroskepticismus je negativní postoj vůči evropské integraci, preferující důraz na roli národních států. Pojem zahrnuje široký rozsah názorových proudů od odmítání hlubší integrace – eurofederalismus, přes požadavky na zásadní reformu Evropské unie (EU) až po odmítnutí evropské integrace jako takové. 
Jinými slovy pod tímto pojmem můžeme rozumět pestrou paletu názorů, jejichž společným jmenovatelem je nedůvěra vůči procesu sjednocování Evropy. Může označovat jednak kritický přístup k centralizačním a etatistickým trendům při současném uznávání přínosů integrace (tzv. mírný euroskepticismus, též reformismus, eurorealismus), ale i snahy o vystoupení konkrétní země z EU (např. podpora brexitu, czexitu) či o rozpuštění EU (tzv. tvrdý euroskepticismus). Podle definice politologa Paula Taggarta euroskepticismus jsou „myšlenky nahodilé nebo kvalifikované opozice, stejně tak jako přímé a nekvalifikované opozice vůči procesu evropské integrace.“

## Základní formy euroskepticismu
Euroskeptické postoje se mohou mít řadu podob. Už zmíněný politolog Paul Taggart rozpracoval společně s Aleksem Szczezerbiakem svoji teorii euroskepticismu, když jej rozdělil na dvě základní skupiny:
1. Mírný euroskepticismus: Jedná se o „nahodilou nebo kvalifikovanou“ opozici vůči evropské integraci. Zastánci tohoto typu euroskepticismu se nestaví proti členství v EU či evropské integraci, nicméně zastávají „kvalifikovanou opozici“ vůči jedné nebo více evropským politikám. Jako příklad takové opozice lze uvést např. odmítnutí společné evropské měny.
Strany vyznávající mírný euroskepticismus jsou na pravé straně politického spektra v Evropském parlamentu zastoupeny zejména ve frakci Evropští konzervativci a reformisté. Naproti tomu strany zastávající mírné euroskeptické postoje na levici jsou sdruženy ve frakci Levice v Evropském parlamentu - GUE/NGL

Vlajka „Evropského svazu“, běžný tropus pravicových tvrdých euroskeptiků, kteří se snaží přirovnat Evropskou unii k Sovětskému svazu.

2. Tvrdý euroskepticismus: Představuje striktní odmítnutí celého projektu evropské ekonomické a politické integrace. Strany vyznávající tvrdý euroskepticismus odmítají vstup či setrvání vlastní země v Evropské unii. Jedná se buďto o principiální odmítnutí projektu EU jako takového, případně jeho odmítnutí ve stávající podobě.
V Evropském parlamentu zastávají takovéto postoje zejména poslanci sdružení ve frakci Identita a demokracie. V tomto případě jde o frakci, jejíž členy jsou především politická uskupení ležící na pravém okraji politického spektra.

## Významní představitelé euroskepticismu
Významné osobnostmi tohoto myšlenkového proudu mezi světovými politiky jsou Margaret Thatcherová či Iain Duncan Smith. Oba zmínění politici jsou příkladem tzv. umírněných euroskeptiků. Naproti tomu Marine Le Penová či Nigel Farage mohou být kvůli jejich požadavku na vystoupení vlastních zemí z EU považovat za „tvrdé“ euroskeptiky.

## Euroskepticismus v Česku

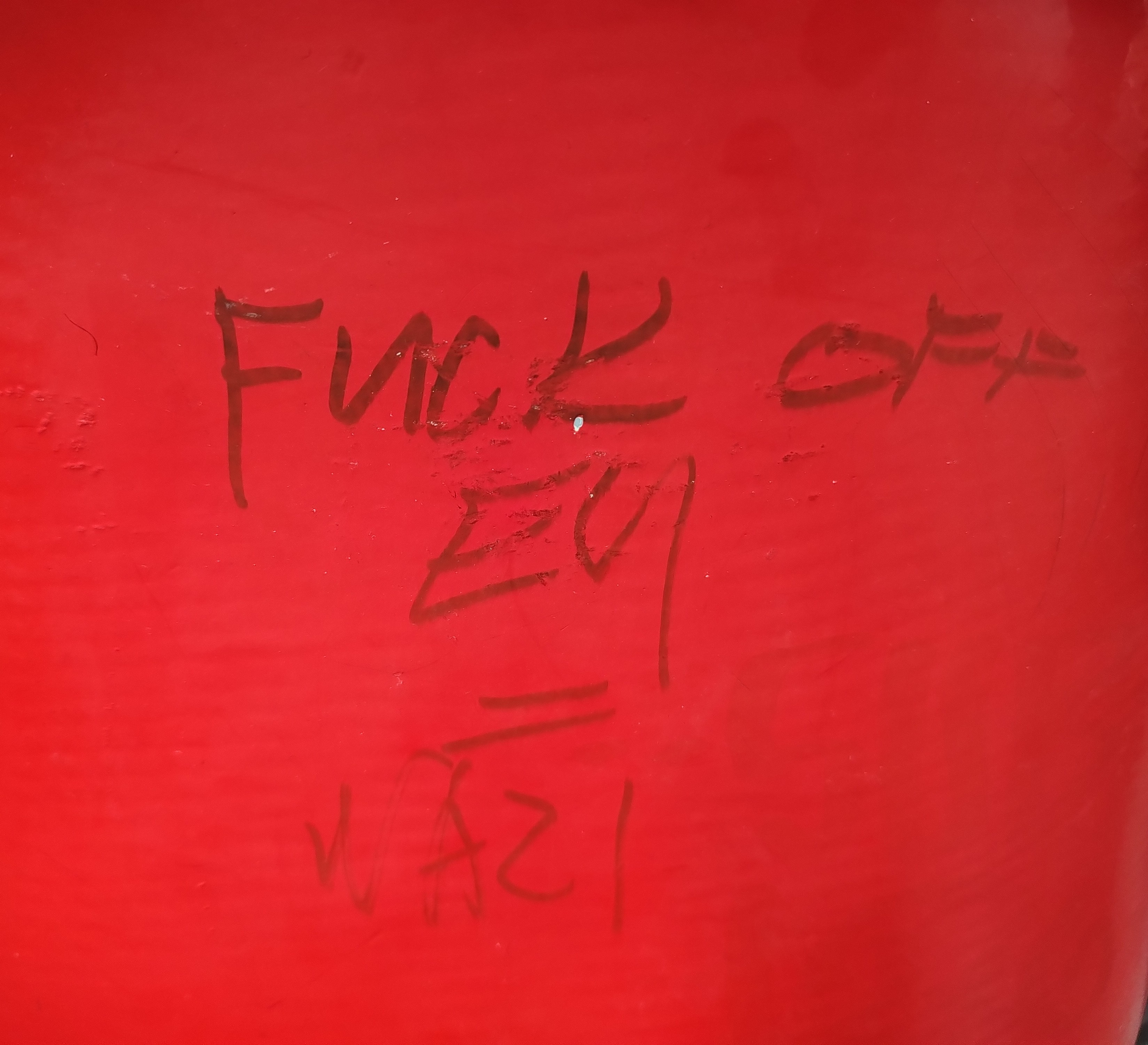
Euroskeptické graffiti v pražské tramvaji

V Česku se pak mezi přední euroskeptiky řadí konzervativci, nacionalisté i populisté. Přední čeští euroskeptici jsou blízcí Občanské demokratické straně, která sice vyjednávala členství v EU, ale ovlivnila ji blízkost britské Konzervativní strany a je členem frakce Evropští konzervativci a reformisté. Současnými představiteli je bývalý předseda ODS a bývalý prezident Václav Klaus či europoslanec za ODS Jan Zahradil. Strana, jejímž hlavní ideologií je euroskepticismus je Svobodní a reprezentantem je předseda Libor Vondráček. Tvrdý euroskepticismus prosazuje také Svoboda a přímá demokracie. Dalšími euroskeptiky jsou nacionalistické, populistické až extremistické strany jako Dělnická strana sociální spravedlnosti či Národní demokracie a jejich představitelé Tomáš Vandas, či Jana Bobošíková. Jedinou euroskeptickou levicovou stranou je pak Komunistická strana Čech a Moravy, která je klasifikována jako umírněně euroskeptická, respektive eurokomunistická.